# Guerra civile in Sierra Leone
La guerra civile in Sierra Leone è stata un conflitto iniziato nel 1991 e concluso nel 2002 fra i ribelli del Fronte Unito Rivoluzionario, sostenuti dalle forze speciali del NPFL, e le forze governative comandate da Joseph Saidu Momoh. Al termine degli undici anni di scontri, che hanno causato oltre 50 000 vittime, hanno prevalso le forze governative.

## Storia
Durante il primo anno di guerra il RUF conquistò il controllo di ampi territori nell'est e nel sud del paese ricchi di miniere di diamanti. La debole risposta del governo agli attacchi del RUF e alla diminuzione dei guadagni derivanti dalla produzione di diamanti fecero precipitare la situazione sino al colpo di Stato militare dell'aprile 1992 in cui prese il potere il National Provisional Ruling Council (NPRC). Al termine del 1993, le truppe governative riuscirono a riconquistare le miniere in mano ai ribelli, spingendo il RUF al limite dei confini con la Liberia. Nel marzo 1995, per sconfiggere definitivamente il RUF il governo chiamò a combattere le forze mercenarie sudafricane degli Executive Outcomes (EO). La Sierra Leone poté così svolgere delle libere elezioni nel marzo 1996, mentre il RUF siglò l'accordo di pace di Abidjan. Sotto la pressione delle Nazioni Unite il governo annullò però il suo contratto con i mercenari dell'EO prima che l'accordo fosse messo in pratica, e le ostilità ripresero.
Nel maggio 1997 un gruppo di ufficiali dell'esercito rovesciò il governo con un nuovo colpo di Stato insediando al comando del paese l'Armed Forces Revolutionary Council (AFRC). Il RUF si unì presto all'AFRC conquistando Freetown senza incontrare resistenza. Il nuovo governo, guidato da Johnny Paul Koroma, dichiarò la guerra ufficialmente conclusa mentre il paese veniva sconvolto da un'ondata di saccheggi, stupri e violenze. In difesa della popolazione civile intervennero quindi le truppe dell'ECOMOG guidate dalla Nigeria, che riconquistarono la capitale senza però riuscire a riprendere il controllo del territorio.
Nel gennaio 1999 la comunità internazionale intervenne diplomaticamente per promuovere un negoziato fra il RUF ed il governo, ottenendo il 27 marzo dello stesso anno la firma dell'accordo di pace di Lomé. In base all'accordo, il comandante del RUF Foday Sankoh otteneva la vice presidenza del paese e il controllo delle miniere di diamanti in cambio della fine delle ostilità. Un contingente di pace delle Nazioni Unite sarebbe rimasto in missione nel paese per sovraintendere al processo di disarmo. Le forze ribelli non rispettarono però il patto di disarmo e nel maggio 2000 il conflitto riprese. Per salvare la missione delle Nazioni Unite e il debole governo del presidente Ahmad Tejan Kabbah intervenne quindi la Gran Bretagna, che con il supporto delle forze aeree guineane finalmente sconfisse il RUF. Il 18 gennaio 2002 il presidente Kabbah dichiarò ufficialmente conclusa la guerra.